# Budynek parlamentu w Wiedniu
Budynek parlamentu w Wiedniu – budynek w centrum Wiednia przy Ringstraße, w którym prowadzone są obrady dwóch izb parlamentu Austrii – Rady Narodowej i Rady Federalnej. Budynek został zaprojektowany przez duńskiego architekta Theophila Hansena i wybudowany w latach 1874–1883.
Budynek powstał w latach 1874–1883 jako siedziba obrad Rady Państwa, parlamentu austriackiej części monarchii austro-węgierskiej (Przedlitawii). Rada Państwa obradowała w budynku do 1918 roku. Następnie stał się on siedzibą kolejno Prowizorycznego Zgromadzenia Narodowego i Konstytucyjnego Zgromadzenia Narodowego, a od 1920 roku obradują w nim obie izby austriackiego parlamentu, Rada Narodowa i Rada Federalna. Po rozwiązaniu parlamentu w 1933 roku do Anschlussu Austrii w roku 1938 w budynku obradował austriacki Bundestag. W trakcie II wojny światowej budynek dotkliwie ucierpiał wskutek bombardowań. Po wojnie ponownie przywrócono obrady obu izb parlamentu, odbudowano także obiekt ze zniszczeń (prace trwały do 1956 roku).
Autorem projektu budynku parlamentu był duński architekt Theophil Hansen. Obiekt powstał w nurcie historyzmu, naśladując sztukę starożytnej Grecji. Budynek wykazuje bezpośrednie podobieństwo do ateńskiego Zappeionu, którego projektantem również był Theophil Hansen. Przed głównym wejściem do budynku znajduje się fontanna Pallas Ateny, ukończona w 1902 roku. Parlament jest jednym z ciekawszych obiektów turystycznych Wiednia, wpisany jest do rejestru zabytków.